# 亚历山德拉·戈里亚奇金娜
亚历山德拉·尤里耶芙娜·戈里亚奇金娜（羅馬化：Aleksandra Yuryevna Goryachkina；1998年9月28日—），俄罗斯女子国际象棋棋手、女子特级大师。
戈里亚奇金娜是一位国际象棋神童，2008年便获得了世界国际象棋女子10岁组冠军。2010年，获欧洲女子12岁组冠军。2011年她连夺欧洲与世界女子14岁组冠军，次年又先后成为欧洲与世界女子18岁组冠军，并被国际棋联授予女子特级大师称号。此后，她于2013年、2014年两夺世界青年女子冠军。此外，她还于2012年、2015年两度在女子俄罗斯杯中折桂，2015年又成为了俄罗斯女子全国冠军。她从2013年起便开始代表俄罗斯国家女队参加欧洲国际象棋团体锦标赛、世界国际象棋团体锦标赛、国际象棋奥林匹克等团体赛事。